# Videoconsolas de novena generación
En la historia de los videojuegos, la novena generación de videoconsolas es un término que describe la generación de consolas de videojuegos que sucede a la octava generación (PlayStation 5 de Sony, Xbox Series X|S de Microsoft y Nintendo Switch 2de Nintendo).
Estas consolas representan mejoras significativas en el rendimiento de las consolas anteriores Wii U, PlayStation 4 y Xbox One, agregando procesadores gráficos y de cómputo más rápidos, soporte para gráficos de trazado de rayos en tiempo real, salida para resolución 4K y, en algunos casos, resolución 8K, con velocidades de renderizado de 60 fotogramas por segundo (fps) o más. Internamente, la familia de consolas de Sony y Microsoft introdujeron nuevos sistemas internos de unidad de estado sólido (SSD) para ser utilizados como sistemas de memoria y almacenamiento de alto rendimiento para juegos para reducir o eliminar los tiempos de carga y admitir transmisión en vivo en el juego. La PlayStation 5 Digital Edition y la Xbox Series S carecen de una unidad óptica de discos, pero conservan la compatibilidad con la distribución en línea y el almacenamiento de juegos en dispositivos USB externos.

## Historia
Durante 2019, tanto Microsoft como Sony anunciaron sucesores de sus consolas de octava generación, con planes de lanzarlas a fines de 2020.
Microsoft reveló la Xbox Series X|S bajo el nombre de desarrollo "Project Scarlett" durante E3 2019, con el primer vistazo del sistema a The Game Awards 2019, y especificaciones técnicas detalladas lanzadas en marzo de 2020. La consola está diseñada para proporcionar un alto rendimiento y soporte gráfico para trazado de rayos, con un valor nominal, un rendimiento objetivo de 60 fotogramas por segundo a una resolución 4K pero capaz de renderizar hasta 120 fotogramas por segundo y con soporte para resolución 8K. Además de sus propios juegos, la Xbox Series X admite retrocompatibilidad de software y hardware, incluidos todos los juegos de Xbox One, así como los juegos originales de Xbox y Xbox 360 que son compatibles con Xbox One, así como controles que son compatibles con la Xbox One.
Sony hizo un anuncio formal de PlayStation 5 en la Conferencia Sony CES en enero de 2020, y las especificaciones detalladas se lanzaron en marzo de 2020. De esta manera, se confirmó que la PlayStation 5 admitiría el trazado de rayos y la resolución de 8K, incluyendo en su interior una unidad de estado sólido (SSD) con el fin de optimizar la transmisión de datos para estos modos de representación de alto rendimiento.
Nintendo fue la ultima en sumarse a esta generación al remontarse a principios de 2025 donde muestran un primer vistazo mostrando el nombre y la apariencia de la nueva consola de la compañía. Al llegar la fecha anunciada en el primer vistazo, 2 de abril del 2025, Nintendo finalmente muestra a fondo su nueva consola, donde revelo todo lo nuevo que podría hacer este nuevo hardware enfocado en la potencia y mejorar la experiencia que brindo Nintendo Switch, algo que muchos fans pedían en la generación pasada. 

## Consolas de sobremesa

### PlayStation 5
PlayStation 5 (プレイステーション 5 Pureisutēshon Faibu?, abreviada como PS5) es una consola de videojuegos de sobremesa desarrollada por Sony Interactive Entertainment. Es la sucesora de la PlayStation 4 y su lanzamiento mundial fue el 12 y 19 de noviembre de 2020. Es la quinta consola de sobremesa de la marca PlayStation y la segunda en ser diseñada por Mark Cerny. De lanzamiento la consola contó con dos modelos: una PlayStation 5 estándar con lector de discos Blu-ray Ultra HD y una PlayStation 5 Digital Edition sin el lector, además de entrar en competencia con Xbox Series X de Microsoft, en esta novena generación.

Logo de PlayStation 5.

La PlayStation 5 utiliza una CPU de la marca AMD con la microarquitectura Zen 2, e introduce una unidad de estado sólido (SSD) personalizada diseñada para la transmisión de datos de alta velocidad que permiten mejoras significativas en el rendimiento gráfico. El hardware también incluye una GPU AMD personalizada que posibilita la renderización por trazado de rayos, soporte para pantallas de resolución 4K y una alta tasa de fotogramas por segundo, efectos de audio 3D en tiempo real y retrocompatibilidad con la mayoría de los videojuegos para PlayStation 4 y PlayStation VR.

### Xbox Series X|S

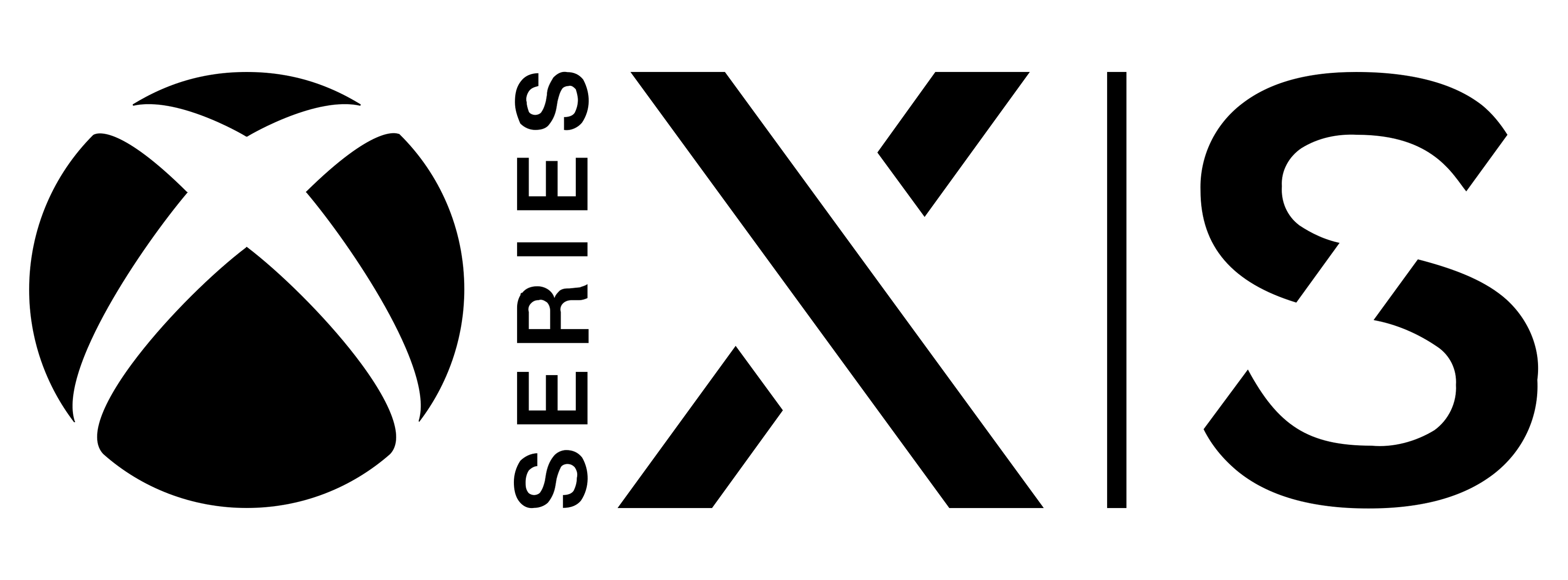
Logo de Xbox Series X/S.

Las Xbox Series X|S (nombre código: Project Scarlett) son unas nuevas consolas de videojuegos desarrolladas por Microsoft. Fueron lanzadas el 10 de noviembre de 2020, y entraron en competencia con la PlayStation 5 de Sony.
Microsoft anunció en febrero de 2020, que Xbox Series X sería cuatro veces más potente que Xbox One y dos veces más potente que la Xbox One X; Microsoft también ha promovido el "modo automático de baja latencia" y la "entrada de latencia dinámica" para mejorar la capacidad de respuesta. Algunas de sus características incluyen la incorporación de una CPU de 8 núcleos y 16 hilos de ejecución a 3,8 GHz de la arquitectura Zen 2 de AMD y una GPU de 52 unidades de cómputo de la arquitectura de gráficos RDNA 2, que ofrece hasta 12,1 teraflops de potencia. También incorpora una unidad de estado sólido de 1 Terabyte de diseño personalizado, 16 GB GDDR6 SDRAM y soporte para trazado de rayos (Ray Tracing) en tiempo real, procesamiento de hasta 120 cuadros por segundo y resolución 8K. También tiene incluida una SSD combinada con un software optimizado para esta consola, que permite reducir considerablemente los tiempos de carga y de cambio de juego.

### Nintendo Switch 2

La Nintendo Switch 2 comenzó a desarrollarse en 2019, con el objetivo de ofrecer retrocompatibilidad con los juegos de la Nintendo Switch y mejorar la potencia y la experiencia que brindo la consola anterior. Al igual que la Nintendo Switch original, puede usarse como consola portátil, como tableta o conectada a una pantalla externa mediante la base. Los mandos Joy-Con 2 pueden usarse tanto acoplados como desacoplados del dispositivo. Tiene una pantalla LCD más grande y más almacenamiento interno que la NIntendo Switch original. Incorpora gráficos mejorados, mandos y funciones sociales actualizados. Admite una resolución de 4K con una frecuencia de actualización maxima de 60 Hz (60fps) y una resolución de 1080p con una frecuencia de actualización maxima de 120hz (120fps) en sobremesa, mientras que en portátil, admite una resolución de 1080p con una frecuencia de actualización maxima de 60hz (60fps) y una resolución de 720p con una frecuencia de actualización de 120hz (120fps).

### Comparación
| Nombre                            | Nombre                            | PlayStation 5 | PlayStation 5 | PlayStation 5 Pro | Xbox Series X\|S | Xbox Series X\|S | Xbox Series X digital | Nintendo Switch 2 |
| --------------------------------- | --------------------------------- | --- | --- | --- | --- | --- | --- | --- |
| Logotipo                          |                                   | | | | | | | |
| Consola                           |                                   | | | | | | | |
| Fabricante                        | Fabricante                        | Sony Interactive Entertainment | Sony Interactive Entertainment | Sony Interactive Entertainment | Microsoft Gaming | Microsoft Gaming | Microsoft Gaming | Nintendo |
| Consola                           | Consola                           | Una PS5 Digital Edition con el mando DualSense | Una PS5 estándar con el mando DualSense | Una PS5 pro estándar con el lector | Una Xbox Series S con su mando | Una Xbox Series X con su mando | Una Xbox Series X: Edición digital | Una Nintendo Switch 2 colocada en su dock con los dos Joy-Con 2 acoplados. |
| Fechas de lanzamiento             | Fechas de lanzamiento             | - JP 12 de noviembre de 2020 - KR 12 de noviembre de 2020 - NA 12 de noviembre de 2020 - AUS 12 de noviembre de 2020 - WW 19 de noviembre de 2020 IND: 2 de febrero de 2021 CHN:15 de mayo de 2021 | - JP 12 de noviembre de 2020 - KR 12 de noviembre de 2020 - NA 12 de noviembre de 2020 - AUS 12 de noviembre de 2020 - WW 19 de noviembre de 2020 IND: 2 de febrero de 2021 CHN:15 de mayo de 2021 | - WW WW: noviembre de 7, 2024 | - AS 10 de junio de 2021 - WW 10 de noviembre de 2020 | - AS 10 de junio de 2021 - WW 10 de noviembre de 2020 | 15 de octubre de 2024 | 5 de junio de 2025 |
| Precios de lanzamiento            | US$                               | 399.99 | 499.99 | 699.99 | 299.99 | 499.99 | | 449.99 |
| Precios de lanzamiento            | €                                 | 399.99 | 499.99 | 799.99 | 299.99 | 499.99 | 499,99 € | 469.99 € |
| Precios de lanzamiento            | GBP                               | 359.99 | 449.99 | 699.99 | 249.99 | 449.99 | | |
| Precios de lanzamiento            | A$                                | 599.95 | 749.95 | 1,199.95 | 499 | 749 | | |
| Precios de lanzamiento            | JP¥                               | 39,980 | 49,980 | 119,980 | 29,980 | 49,980 | | 49,980 (solo Japones) 69,980 (multilenguaje) |
| Precios actuales                  | US$                               | 449.99 | 499.99 | Mismo precio de lanzamiento | 299/349.99 | 499.99/449.99/599.99 | | Mismo precio de lanzamiento |
| Precios actuales                  | €                                 | 449.99 | 549.99 | Mismo precio de lanzamiento | 299.99/349.99 | 549.99/499.99/649.99 | | Mismo precio de lanzamiento |
| Precios actuales                  | GBP                               | 389.99 | 479.99 | Mismo precio de lanzamiento | 249.99/299.99 | 479.99/429.99/549.99 | | Mismo precio de lanzamiento |
| Precios actuales                  | A$                                | 679.95 | 799.95 | Mismo precio de lanzamiento | 499/549 | 799/699/999 | | Mismo precio de lanzamiento |
| Precios actuales                  | JP¥                               | 59,980 | 66,980 | Mismo precio de lanzamiento | 44,578/49,978 | 66,978/59,978 | | Mismo precio de lanzamiento |
| Ventas                            | Ventas                            | 41.7 million (a 30 de junio de 2023) | 41.7 million (a 30 de junio de 2023) | Desconocido | 21 million (a 30 de junio de 2023) | 21 million (a 30 de junio de 2023) | | Desconocido |
| Disco óptico                      | Disco óptico                      | BD UHD-ROM [XL Y DL] y BD-ROM [XL y DL] (Modelo base) Distribución digital (en ambos modelos) | BD UHD-ROM [XL Y DL] y BD-ROM [XL y DL] (Modelo base) Distribución digital (en ambos modelos) | BD UHD-ROM [XL Y DL] y BD-ROM [XL y DL] (Modelo base) Distribución digital (en ambos modelos) | BD UHD-ROM [XL y DL], BD-ROM [XL y DL], DVD-ROM [DL] y CD-ROM (Series X) Distribución digital (en ambos modelos) | BD UHD-ROM [XL y DL], BD-ROM [XL y DL], DVD-ROM [DL] y CD-ROM (Series X) Distribución digital (en ambos modelos) | Distribución digital (en ambos modelos) | |
| CPU                               | CPU                               | AMD octa-core personalizado basado en Zen 2 | AMD octa-core personalizado basado en Zen 2 | AMD octa-core personalizado basado en Zen 2 | AMD octa-core personalizado basado en Zen 2 | AMD octa-core personalizado basado en Zen 2 | AMD octa-core personalizado basado en Zen 2 | Procesador especial de NVIDIA |
| Arquitectura                      | Arquitectura                      | x86-64 | x86-64 | x86-64 | x86-64 | x86-64 | x86-64 | |
| Hercios                           | Hercios                           | hasta 3,5 GHz (variable) con SMT siempre encendido | hasta 3,5 GHz (variable) con SMT siempre encendido | hasta 3.85 GHz (variable) on SMT siempre encendido | 3,4 GHz con SMT , 3,6 GHz sin SMT | 3,6 GHz con SMT , 3,8 GHz sin SMT | 3,6 GHz con SMT , 3,8 GHz sin SMT | Desconocido |
| Litografía                        | Litografía                        | 7 nm or 6 nm | 7 nm | 4nm | 7 nm | 7 nm | 7 nm | |
| GPU                               | Tipo                              | AMD Radeon personalizado basado en RDNA 2 | AMD Radeon personalizado basado en RDNA 2 | Arquitectura híbrida de AMD RDNA 2 con características RDNA 3 y núcleo de raytracing RDNA 4 | AMD Radeon personalizado basado en RDNA 2 | AMD Radeon personalizado basado en RDNA 2 | AMD Radeon personalizado basado en RDNA 2 | GPU personalizada y fabricada por NVIDIA |
| GPU                               | Herzios                           | 2.000 – 2.233 GHz (variable) | 2.000 – 2.233 GHz (variable) | hasta 2.35 GHz (variable) | 1.565 GHz | 1.825 GHz | 1.825 GHz | |
| GPU                               | Teraflops                         | 9.21 – 10.28 TFLOPS (variable) | 9.21 – 10.28 TFLOPS (variable) | hasta 18.048 tflops (variable) | 4.006 TFLOPS | 12.14 TFLOPS | 12.14 TFLOPS | |
| GPU                               | Compute units                     | 36 out of 40 CUs (2304 de 2560 SM) habilitadas | 36 out of 40 CUs (2304 de 2560 SM) habilitadas | 60 CU | 20 out of 24 CUs (1280 de 1536 SMs) habilitadas | 52 out of 56 CUs (3328 de 3584 SMs) habilitadas | 52 out of 56 CUs (3328 de 3584 SMs) habilitadas | |
| GPU                               | Litografía                        | 7 nm or 6 nm | 7 nm | Desconocido | 7 nm | 7 nm or 6 nm | 7 nm or 6 nm | |
| GPU                               | Salida de video                   | HDMI: 720p, 1080i, 1080p, 4K UHD, 8K UHD | HDMI: 720p, 1080i, 1080p, 4K UHD, 8K UHD | HDMI: 720p, 1080i, 1080p, 4K UHD, 8K UHD | HDMI: 720p, 1080i, 1080p, 4K UHD | HDMI: 720p, 1080i, 1080p, 4K UHD, 8K UHD | HDMI: 720p, 1080i, 1080p, 4K UHD, 8K UHD | HDMI en sobremesa: 720p, 1080p, 1440p, 2160p |
| Memoria RAM                       | Tamaño                            | 16 GB GDDR6 SDRAM; 256-bit (unificada) 512 MB DDR4 SDRAM (tareas en segundo plano) | 16 GB GDDR6 SDRAM; 256-bit (unificada) 512 MB DDR4 SDRAM (tareas en segundo plano) | 16 GB GDDR6 SDRAM; 2 GB DDR4 SDRAM | 10 GB GDDR6 SDRAM; 128-bit (semi-unificada) | 16 GB GDDR6 SDRAM; 320-bit (semi-unificada) | 16 GB GDDR6 SDRAM; 320-bit (semi-unificada) | 12GB LPDDR5X |
| Memoria RAM                       | Megatransfers                     | 448 GB/s | 448 GB/s | 576 GB/s | 8 GB (128-bit) (GPU) @ 224 GB/s & 2 GB (32-bit) (system) @ 56 GB/s | 10 GB (320-bit) (GPU) @ 560 GB/s & 6 GB (3.5 GB & 2.5 GB) (192-bit) (system y OS) @ 336 GB/s | 10 GB (320-bit) (GPU) @ 560 GB/s & 6 GB (3.5 GB & 2.5 GB) (192-bit) (system y OS) @ 336 GB/s | 102GB/s en sobremesa 68 GB/s en portatil |
| Memoria RAM                       | Hercios                           | 1.75 GHz (14 GHz effective) | 1.75 GHz (14 GHz effective) | 2.25 GHz (18 GHz effective) | 1.75 GHz (14 GHz effective) | 1.75 GHz (14 GHz effective) | 1.75 GHz (14 GHz effective) | Desconocido |
| Almacenamiento                    | Interno                           | 825 GB or 1 TB PCIe Gen 4 custom NVMe SSD | 825 GB or 1 TB PCIe Gen 4 custom NVMe SSD | 2 TB PCIe Gen 4 custom NVMe SSD | 512 GB or 1 TB PCIe Gen 4 custom NVMe SSD | 1 TB or 2 TB PCIe Gen 4 custom NVMe SSD | 1 TB or 2 TB PCIe Gen 4 custom NVMe SSD | 256GB (UFS) |
| Almacenamiento                    | reservado para el sistema         | 161 GB | 161 GB | 161 GB | 200 GB | 200 GB | 200 GB | 6GB |
| Almacenamiento                    | Megatransfers                     | 5,5 GB/s (sin formato o sin comprimir), 8–9 GB/s, hasta 22 GB/s (comprimido) | 5,5 GB/s (sin formato o sin comprimir), 8–9 GB/s, hasta 22 GB/s (comprimido) | 5,5 GB/s (sin formato o sin comprimir), 8–9 GB/s, hasta 22 GB/s (comprimido) | 2,4 GB/s (sin formato o sin comprimir), 4,8 GB/s (comprimido) | 2,4 GB/s (sin formato o sin comprimir), 4,8 GB/s (comprimido) | 2,4 GB/s (sin formato o sin comprimir), 4,8 GB/s (comprimido) | |
| Almacenamiento                    | Expandible                        | Compatibilidad con SSD NVMe M.2 (con actualización del sistema de septiembre de 2021), compatibilidad con HDD USB 3.2 (excepto juegos optimizados para PS5) | Compatibilidad con SSD NVMe M.2 (con actualización del sistema de septiembre de 2021), compatibilidad con HDD USB 3.2 (excepto juegos optimizados para PS5) | Compatibilidad con SSD NVMe M.2 (con actualización del sistema de septiembre de 2021), compatibilidad con HDD USB 3.2 (excepto juegos optimizados para PS5) | Tarjeta de expansión de almacenamiento Seagate (hasta 2 TB), compatibilidad con disco duro USB 3.1 (excepto juegos optimizados para X/S)                                                                                    | Tarjeta de expansión de almacenamiento Seagate (hasta 2 TB), compatibilidad con disco duro USB 3.1 (excepto juegos optimizados para X/S)                                                                                    | Tarjeta de expansión de almacenamiento Seagate (hasta 2 TB), compatibilidad con disco duro USB 3.1 (excepto juegos optimizados para X/S)                                                                                    | |
| Almacenamiento                    | Actualizaciones                   | Las actualizaciones se descargan e instalan automáticamente en modo de reposo | Las actualizaciones se descargan e instalan automáticamente en modo de reposo | Las actualizaciones se descargan e instalan automáticamente en modo de reposo | Las actualizaciones se descargan e instalan automáticamente en el modo Instant-on | Las actualizaciones se descargan e instalan automáticamente en el modo Instant-on | Las actualizaciones se descargan e instalan automáticamente en el modo Instant-on | |
| Consumo energético                | Consumo energético                | 340 W | 350 W | 390 W | 165 W | 315 W | 315 W | 10W |
| Grabación de video interno        | Grabación de video interno        | Sí (4K@60Hz últimos 60 minutos, botón "Crear" dedicado para ello, no requiere membresía) | Sí (4K@60Hz últimos 60 minutos, botón "Crear" dedicado para ello, no requiere membresía) | Sí (4K@60Hz últimos 60 minutos, botón "Crear" dedicado para ello, no requiere membresía) | Sí (60Hz, 3 minutos a 720p y 1 minuto a 1080p en forma de clips, botón "Share" dedicado para ello, no requiere membresía)                                                                                                   | Sí (60Hz, 3 minutos a 720p y 1 minuto a 1080p en forma de clips, botón "Share" dedicado para ello, no requiere membresía)                                                                                                   | Sí (60Hz, 3 minutos a 720p y 1 minuto a 1080p en forma de clips, botón "Share" dedicado para ello, no requiere membresía)                                                                                                   | Sí (últimos 30 segundos, botón "Capturar" dedicado para ello, no requiere membresía) |
| Incluido en la caja               | Incluido en la caja               | - Controlador inalámbrico DualSense - Cable de carga USB tipo C a tipo A para el controlador inalámbrico DualSense - Cable HDMI (compatible con Ultra High Speed definido por HDMI v2.1) - Cable de alimentación de CA - Base de la consola | - Controlador inalámbrico DualSense - Cable de carga USB tipo C a tipo A para el controlador inalámbrico DualSense - Cable HDMI (compatible con Ultra High Speed definido por HDMI v2.1) - Cable de alimentación de CA - Base de la consola | - Controlador inalámbrico DualSense - Cable de carga USB tipo C a tipo A para el controlador inalámbrico DualSense - Cable HDMI (compatible con Ultra High Speed definido por HDMI v2.1) - Cable de alimentación de CA | - Mando inalámbrico Xbox - Cable HDMI (compatible con Ultra High Speed definido por HDMI v2.1) - Cable de alimentación de CA                                                                                                | - Mando inalámbrico Xbox - Cable HDMI (compatible con Ultra High Speed definido por HDMI v2.1) - Cable de alimentación de CA                                                                                                | - Mando inalámbrico Xbox - Cable HDMI (compatible con Ultra High Speed definido por HDMI v2.1) - Cable de alimentación de CA                                                                                                | - Consola Nintendo Switch 2 - Controles inalámbricos Joy-Con 2 - Dock - Joy-Con 2 Grip - Joy-Con 2 Straps - Cable de carga USB-C - Cargador - Cable HDMI (compatible con 4k y 120fps y HDR) |
| Almacenamiento en la nube         | Almacenamiento en la nube         | Sí | Sí | Sí | Sí | Sí | Sí | Sí (requiere la suscripción Nintendo Switch Online |
| Retrocompatibilidad               | Retrocompatibilidad               | PlayStation 4 y PlayStation VR | PlayStation 4 y PlayStation VR | PlayStation 4 y PlayStation VR | Con Xbox One, Xbox 360 (parcial) y Xbox original (parcial) | Con Xbox One, Xbox 360 (parcial) y Xbox original (parcial) | Con Xbox One, Xbox 360 (parcial) y Xbox original (parcial) | Nintendo Switch (parcial) |
| Suscripción online                | Suscripción online                | PlayStation Plus, EAplay, Ubisoft+ | PlayStation Plus, EAplay, Ubisoft+ | PlayStation Plus, EAplay, Ubisoft+ | Xbox Game Pass, EAplay, Ubisoft+ | Xbox Game Pass, EAplay, Ubisoft+ | Xbox Game Pass, EAplay, Ubisoft+ | Nintendo Switch Online |
| Servicios en la nube              | Servicios en la nube              | PlayStation Now | PlayStation Now | PlayStation Now | Xcloud | Xcloud | Xcloud | |
| Streaming en directo de juegos    | Streaming en directo de juegos    | Sí | Sí | Sí | Sí | Sí | Sí | ❌No |
| Instalación obligatoria de juegos | Instalación obligatoria de juegos | Sí | Sí | Sí | Sí | Sí | Sí | ❌No |
| Internet                          | Wireless                          | Dual-band Wi-Fi 6 @ 2.4 GHz and 5 GHz | Dual-band Wi-Fi 6 @ 2.4 GHz and 5 GHz | Tri-band Wi-Fi 7 @ 2.4 GHz, 5 GHz and 6 GHz | Dual-band Wi-Fi 5 @ 2.4 GHz and 5 GHz | Dual-band Wi-Fi 5 @ 2.4 GHz and 5 GHz | Dual-band Wi-Fi 5 @ 2.4 GHz and 5 GHz | Wi-Fi 6 |
| Internet                          | cableado                          | Gigabit Ethernet | Gigabit Ethernet | Gigabit Ethernet | Gigabit Ethernet | Gigabit Ethernet | Gigabit Ethernet | Gigabit Ethernet |
| Internet                          | Requiere conexión a Internet      | No | No | No | No | No | No | No |
| Controles                         | Controles                         | - DualSense - Teléfono inteligente (solo para hacer gestiones, abrir la consola, descargar contenido o ser espectador) - PlayStation VR 2 - Retrocompatible: - DualShock 4 - PlayStation Move - PlayStation Camera - PlayStation VR | - DualSense - Teléfono inteligente (solo para hacer gestiones, abrir la consola, descargar contenido o ser espectador) - PlayStation VR 2 - Retrocompatible: - DualShock 4 - PlayStation Move - PlayStation Camera - PlayStation VR | - DualSense - Teléfono inteligente (solo para hacer gestiones, abrir la consola, descargar contenido o ser espectador) - PlayStation VR 2 - Retrocompatible: - DualShock 4 - PlayStation Move - PlayStation Camera - PlayStation VR | - Mando Xbox Series X\|S - Teléfono inteligente (solo para la configuración inicial, hacer gestiones, abrir la consola o descargar contenido) - Retrocompatible: - Mando Xbox One - Mandó Elite Xbox One - Mando Xbox One S | - Mando Xbox Series X\|S - Teléfono inteligente (solo para la configuración inicial, hacer gestiones, abrir la consola o descargar contenido) - Retrocompatible: - Mando Xbox One - Mandó Elite Xbox One - Mando Xbox One S | - Mando Xbox Series X\|S - Teléfono inteligente (solo para la configuración inicial, hacer gestiones, abrir la consola o descargar contenido) - Retrocompatible: - Mando Xbox One - Mandó Elite Xbox One - Mando Xbox One S | - Joy-Con 2 - Pro Controller para la Nintendo Switch 2 - Mando de GameCube (Nintendo Switch Online) - Retrocompatible - Joy-Con - Pro Controller para la Nintendo Switch - Mando de NES (Nintendo Switch Online) - Mando de SNES (Nintendo Switch Online) - Mando de Nintendo 64 (Nintendo Switch Online) - Mando de Sega Genesis (Nintendo Switch Online) |
| Imagen                            |                                   | | | | | | | |
| Realidad virtual                  | Realidad virtual                  | PlayStation VR PlayStation VR 2 PlayStation 5 HD camera | PlayStation VR PlayStation VR 2 PlayStation 5 HD camera | PlayStation VR PlayStation VR 2 PlayStation 5 HD camera | Oculus rift Windows Mixed Reality | Oculus rift Windows Mixed Reality | Oculus rift Windows Mixed Reality | |
| Realidad virtual                  | Realidad virtual                  | | | | | | | |
| Accesorios (por separado)         | Accesorios (por separado)         | - Estación de recarga para el DualSense - Auriculares inalámbricos PULSE 3D - Control multimedia - Cámara HD - Unidad de disco | - Estación de recarga para el DualSense - Auriculares inalámbricos PULSE 3D - Control multimedia - Cámara HD - Unidad de disco | - Estación de recarga para el DualSense - Auriculares inalámbricos PULSE 3D - Control multimedia - Cámara HD - Unidad de disco | - Tarjeta de expansión de almacenamiento Seagate para Xbox Series X\|S - Batería recargable Xbox + cable USB-C | - Tarjeta de expansión de almacenamiento Seagate para Xbox Series X\|S - Batería recargable Xbox + cable USB-C | - Tarjeta de expansión de almacenamiento Seagate para Xbox Series X\|S - Batería recargable Xbox + cable USB-C | - Camara - Tarjeta microSD Express - Pro Controller - Joy-Con 2 Grip cargable - Volante para los Joy-Con 2 - Mando de GameCube (Nintendo Switch Online) - Case de viaje y protector de pantalla - Case todo en uno |
| Audio                             | Audio                             | - Motor Tempest 3D personalizado, compatible con: - Dolby Atmos y DTS:X (vídeo de disco Blu-ray y Ultra HD Blu-ray cuando se conecta a un dispositivo compatible) - Dolby Digital (máximo 5,1 canales), - Dolby Digital Plus (máximo 7,1 canales), - Dolby TrueHD (máx. 7,1 canales), - DTS (máx. 5,1 canales), - DTS-HD Audio de alta resolución (máx. 7,1 canales), - DTS-HD Master Audio (máx. 7,1 canales), - AAC (máx. 5,1 canales), - PCM lineal (máx. 7,1 canales), - 7.1 sonido envolvente general | - Motor Tempest 3D personalizado, compatible con: - Dolby Atmos y DTS:X (vídeo de disco Blu-ray y Ultra HD Blu-ray cuando se conecta a un dispositivo compatible) - Dolby Digital (máximo 5,1 canales), - Dolby Digital Plus (máximo 7,1 canales), - Dolby TrueHD (máx. 7,1 canales), - DTS (máx. 5,1 canales), - DTS-HD Audio de alta resolución (máx. 7,1 canales), - DTS-HD Master Audio (máx. 7,1 canales), - AAC (máx. 5,1 canales), - PCM lineal (máx. 7,1 canales), - 7.1 sonido envolvente general | - Motor Tempest 3D personalizado, compatible con: - Dolby Atmos y DTS:X (vídeo de disco Blu-ray y Ultra HD Blu-ray cuando se conecta a un dispositivo compatible) - Dolby Digital (máximo 5,1 canales), - Dolby Digital Plus (máximo 7,1 canales), - Dolby TrueHD (máx. 7,1 canales), - DTS (máx. 5,1 canales), - DTS-HD Audio de alta resolución (máx. 7,1 canales), - DTS-HD Master Audio (máx. 7,1 canales), - AAC (máx. 5,1 canales), - PCM lineal (máx. 7,1 canales), - 7.1 sonido envolvente general | - Dolby Atmos - 7.1 surround sound - Proyecto personalizado Acústica Audio 3D - DTS:X | - Dolby Atmos - 7.1 surround sound - Proyecto personalizado Acústica Audio 3D - DTS:X | - Dolby Atmos - 7.1 surround sound - Proyecto personalizado Acústica Audio 3D - DTS:X | - 5.1 surround sound |
| Conectividad                      | Conectividad                      | - IEEE 802.11ax - Bluetooth 5.1 - Gigabit Ethernet - 3 puertos USB 3.1 - 1 puerto USB-C - Salida HDMI 2.1 | - IEEE 802.11ax - Bluetooth 5.1 - Gigabit Ethernet - 3 puertos USB 3.1 - 1 puerto USB-C - Salida HDMI 2.1 | - IEEE 802.11ax - Bluetooth 5.1 - Gigabit Ethernet - 3 puertos USB 3.1 - 1 puerto USB-C - Salida HDMI 2.1 | - Gigabit Ethernet - 3 puertos USB 3.1 - Wifi IEEE 802.11ac - Salida HDMI 2.1 - Entrada HDMI 2.1 | - Gigabit Ethernet - 3 puertos USB 3.1 - Wifi IEEE 802.11ac - Salida HDMI 2.1 - Entrada HDMI 2.1 | - Gigabit Ethernet - 3 puertos USB 3.1 - Wifi IEEE 802.11ac - Salida HDMI 2.1 - Entrada HDMI 2.1 | - Gigabit Ethernet (en el dock) - 2 puertos USB (en el dock) - 2 puertos USB-C - Bluetooth - Puerto jack para audífonos - Wi-Fi 6 |
| Dimensiones                       | Dimensiones                       | 390 mm × 260 mm × 92 mm 15.4 in × 10.2 in × 3.6 in (Phat) 358 mm × 216 mm × 80 mm 14.1 in × 8.5 in × 3.1 in (slim) | 390 mm × 260 mm × 104 mm 15.4 in × 10.2 in × 4.1 in (Phat) 358 mm × 216 mm × 96 mm 14.1 in × 8.5 in × 3.8 in (slim) | 388 mm × 216 mm × 89 mm 15.3 in × 8.5 in × 3.5 in | 151 mm × 65 mm × 275 mm 5.9 in × 2.6 in × 10.8 in | 151 mm × 151 mm × 301 mm 5.9 in × 5.9 in × 11.9 in | 15,1 x 15,1 x 30,1 cm (5,94 x 5,94 x 11,85 pulgadas) | Pantalla de 7.9 pulgadas 272 x 116 x 13,9 mm (sin los Joy-Con 2) 272 x 166 x 13,9 mm (con los Joy-Con 2) |
| Peso                              | Peso                              | 3.9 kg (8.6 lb) (2020) 3.6 kg (7.9 lb) (2021) 3.4 kg (7.5 lb) (2022) 2.6 kg (5.7 lb) (slim) | 4.5 kg (9.9 lb)(2020) 4.2 kg (9.3 lb)(2021) 3.9 kg (8.6 lb)(2022) 3.2 kg (7.1 lb)(slim) | 3.1 kg (6.8 lb) | 1.92 kg (4.2 lb) | 4.44 kg (9.8 lb) | 4,4 kg (9,8 lb) | .88 libras sin los Joy-Con 2 1.18 libras con los Joy-Con 2 |
| Lista de juegos                   | Lista de juegos                   | Videojuegos para PlayStation 5 | Videojuegos para PlayStation 5 | | Videojuegos para Xbox Series X\|S | Videojuegos para Xbox Series X\|S | Videojuegos para Xbox Series X\|S | Videojuegos de Nintendo Switch y Nintendo Switch 2 |

### Steam Deck y PC portátiles para juegos

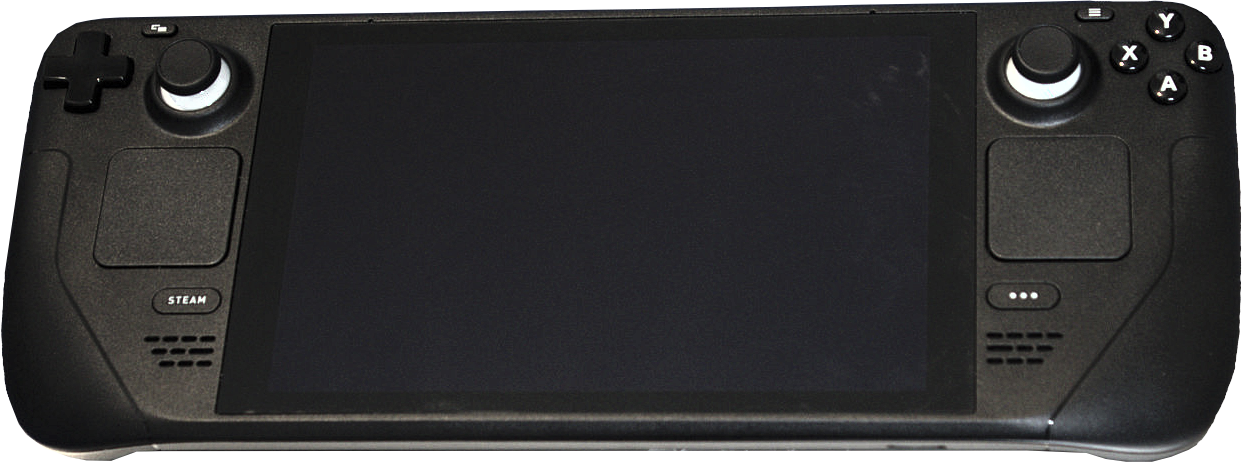
Steam Deck

El 25 de febrero de 2022, Valve lanzó Steam Deck, una PC portátil para juegos que ejecuta SteamOS 3.0, una distribución de Linux desarrollada por Valve. La Deck incluye la capa de compatibilidad Proton, propiedad de Valve, lo que permite ejecutar casi todos los juegos basados en Windows sin modificaciones. La consola portátil también permite a los usuarios instalar Windows u otro software en el dispositivo. Steam Deck fue la primera portátil en utilizar una GPU RDNA 2, que también se utiliza en las dos consolas domésticas de novena generación. La portátil tuvo una excelente acogida en muchos medios, con elogios generales por su amplia compatibilidad con juegos y portabilidad.
El éxito de Steam Deck condujo al crecimiento del mercado de PC portátiles para juegos y a la creación de competidores directos, como Asus ROG Ally, Lenovo Legion Go, MSI Claw A1M, y Ayaneo  con Microsoft Windows..

### Plataformas de juegos en la nube

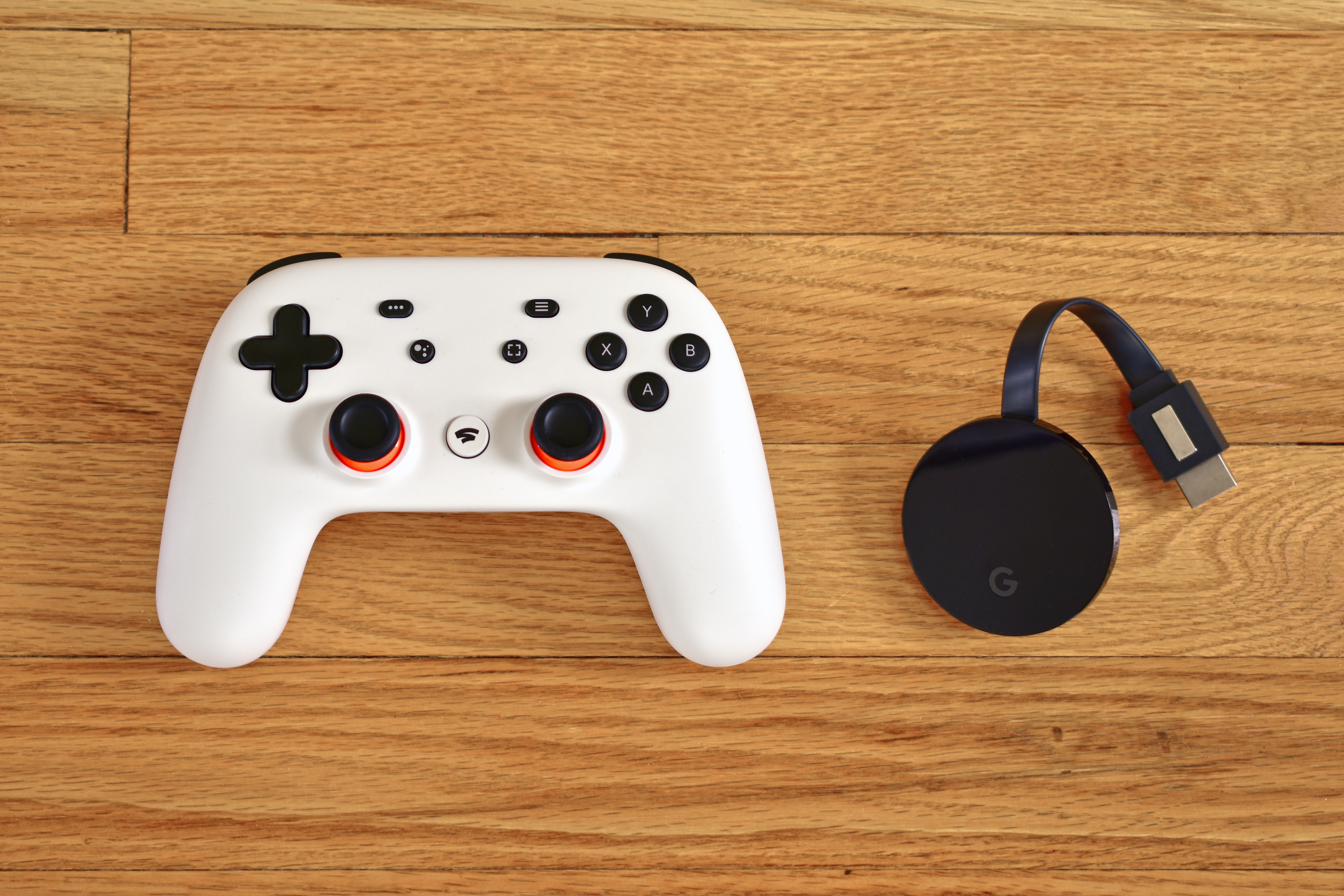
El mando oficial de Stadia y Chromecast Ultra (de izquierda a derecha), la forma principal de jugar a Stadia.

Los juegos en la nube se han convertido en parte del panorama de los videojuegos con el lanzamiento de Stadia y Amazon Luna en noviembre de 2019 y octubre de 2020, respectivamente, y la salida de GeForce Now  de sus cuatro años de beta en febrero de 2020. Ninguno de estos sistemas ha tenido un gran impacto financiero como videoconsolas , pero son viables para juegos multiplataforma de novena generación. Google, al no encontrar una gran base de jugadores, cerró Stadia el 19 de enero de 2023.
Microsoft también ha utilizado los juegos en la nube como parte de su servicio de suscripción de juegos, Xbox Game Pass. Esto le dio a Microsoft una ventaja en lo que los analistas esperaban que fuera un importante servicio complementario, que complementara el negocio de consolas, que no era rentable, y atrajera a jugadores más principiantes con mejor accesibilidad a un precio más bajo. Phil Spencer, de Microsoft, afirmó que creían que no podían competir en el mercado de consolas tanto como Sony o Nintendo, y que reorientaron su estrategia hacia Xbox Game Pass y los juegos en la nube. A su vez, Sony renovó su suscripción a PlayStation Plus a mediados de 2022 al integrar PlayStation Now, su servicio en la nube para juegos de generaciones anteriores de PlayStation, como una función de un nivel de suscripción superior.
El continuo crecimiento de los servicios de juegos en la nube ha inspirado el desarrollo de dispositivos portátiles como el Logitech G CLOUD Gaming Handheld y el Razer Edge, que promocionan la transmisión en la nube como un atractivo comercial clave.

### Realidad virtual

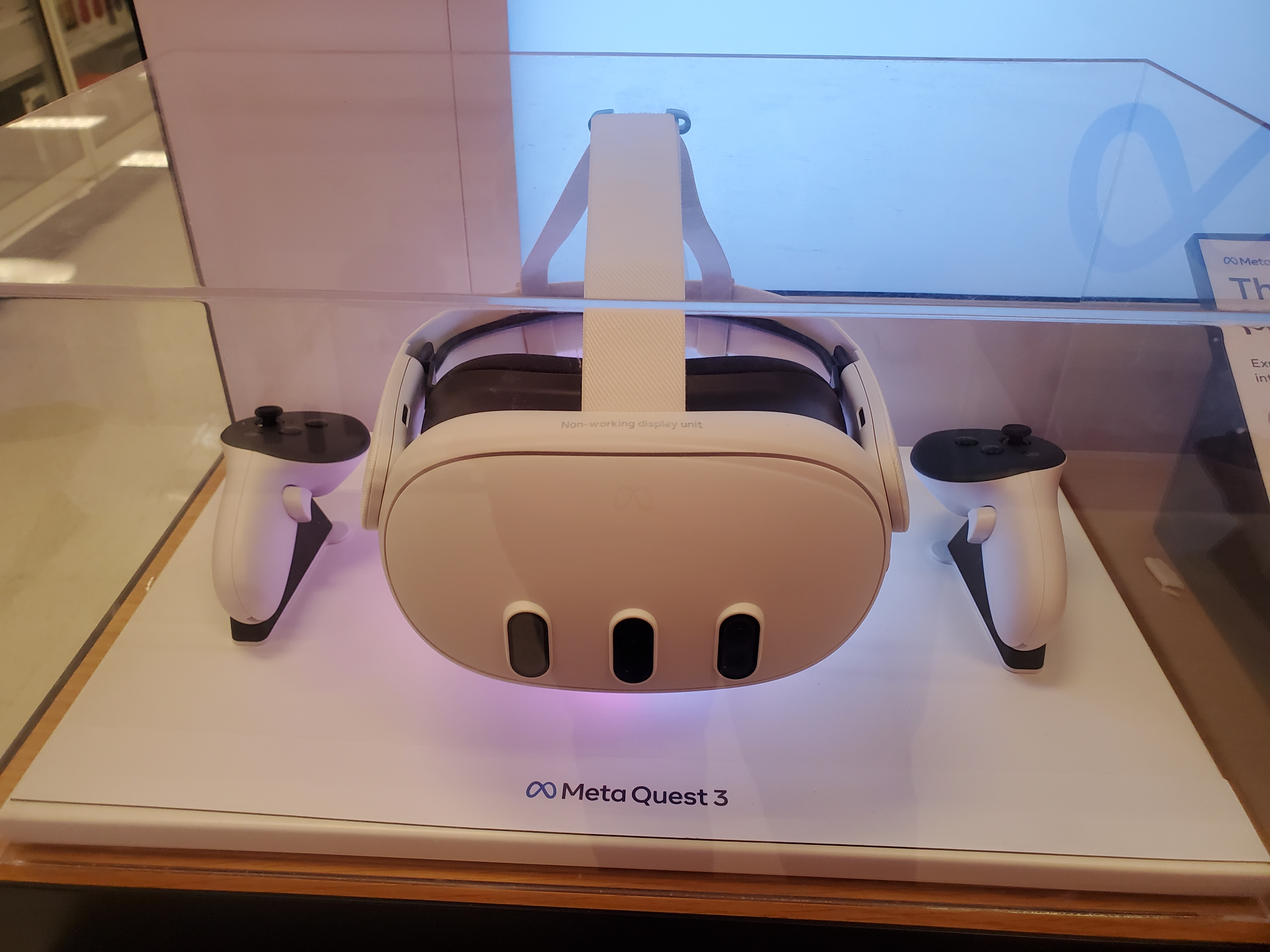
Una unidad de exhibición de Meta Quest 3

La novena generación continuó la tendencia de la realidad virtual. La generación anterior consistía principalmente en accesorios de RV diseñados para juegos móviles (como Cardboard/Daydream de Google y Samsung Gear VR) o para ordenadores (HTC Vive y Oculus Riftt).  Esta generación ha comenzado a ofrecer gafas independientes dedicadas a juegos de realidad virtual. La Meta Quest Pro se lanzó en 2022. Entre las novedades de 2023 se incluyen la PlayStation VR2 (un accesorio de PS5 sucesor de la PlayStation VR de 2016) y la Meta Quest 3. En 2024, Apple también entró en el mercado con el lanzamiento de la Apple Vision Pro.

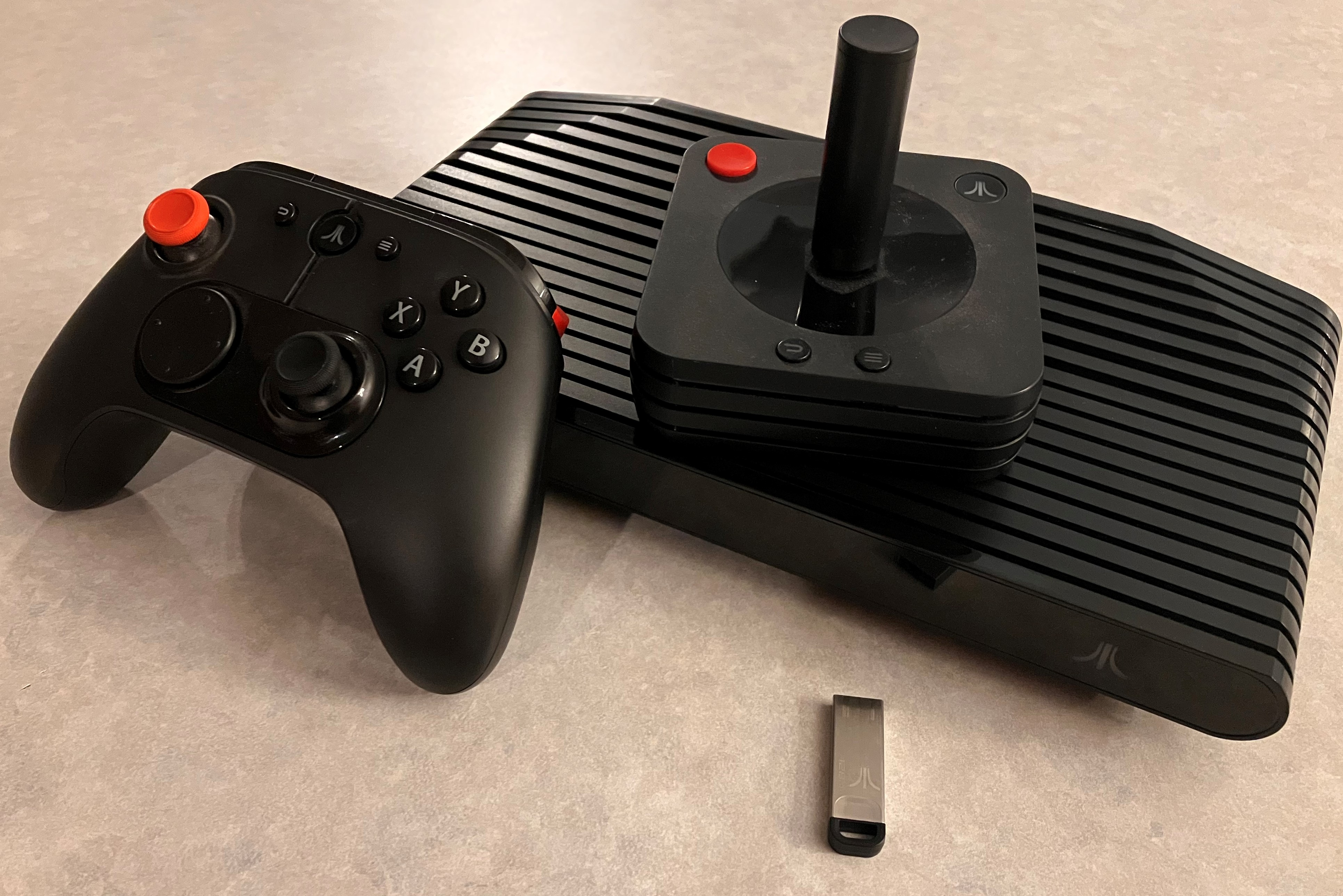
Una Atari VCS y sus accesorios oficiales.

### Consolas retro
Polymega y Atari 2600+ son ejemplos de consolas lanzadas durante esta generación, centradas en juegos retro y relanzamientos de juegos antiguos. Si bien no se centra directamente en los relanzamientos, Atari VCS es una consola basada en Linux que viene precargada con la compilación Atari Atari VCS Vault: Vol 1.Se pueden comprar títulos adicionales, incluida una selección de juegos independientes y remakes de juegos clásicos de Atari , en la tienda digital de la consola.